# بحيرة بريتون

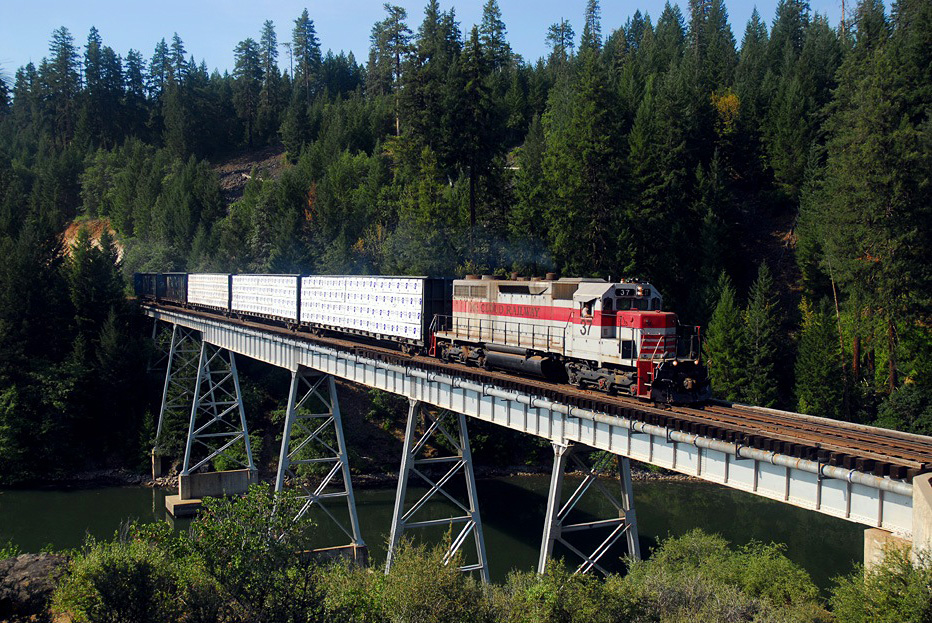
بحيرة بريتون

بحيرة بريتون هي عبارة عن خزان تقع في مقاطعة شاستا، كاليفورنيا. وهي معروفة بانها غنية بمجموعة متنوعة من اسماك القاروس وسمك السلمون المرقط. يقع جزئها الرئيسي إلى الغرب من طريق 89 ، وتحيط معظمها الأرض . على طول الشاطئ الشمالي تقع نورث شور ومغبر المخيمات. تتغذى من قبل نهر بت ولها روافد كلارك كريك، بورني كريك، وهات كريك .
تم استخدام جسر ، مملوك من قبل Great Shasta Rail Trail ، والذي يمتد على بحيرة بريتون (شرق الطريق السريع 89) لمشهد جسر السكك الحديدية في فيلم Stand By Me عام 1986.